# 치타 걸스 2
치타 걸스 2(The Cheetah Girls)는 2006년 디즈니 채널에 방영된 디즈니 채널 오리지널 무비로, 《치타 걸스》의 속편이다.

## 출연

### 주연
- 레이븐 시모네
- 아드리앤 베일론

### 조연
- 사브리나 브라이언
- 킬리 윌리엄스
- 로리 앤 앨터
- 아벨 포크
- 린 휘트필드
- 로자나 패스터
- 리처드 펠릭스
- 길러모 아예사
- 수 플랙
- 마샤 카보넬
- 페란 아우디
- 마누 풀로라
- 하비에르 코로미나
- 미쿠엘 보르도이
- 바네사 로스
- 아만다 스탠턴

## 기타
- 미술: 마크 호펠링